# Monoiodgerman
Monoiodgerman ist eine chemische Verbindung aus der Gruppe der Germane.

## Gewinnung und Darstellung
Monoiodgerman kann durch Reaktion von Monochlorgerman mit Iodwasserstoff gewonnen werden.
{\displaystyle {\ce {GeH3Cl + HI -> GeH3I + HCl}}}

## Eigenschaften
Monoiodgerman ist eine farblose hydrolyseempfindliche Flüssigkeit, die mit Wasser langsam reagiert und bei Raumtemperatur nicht beständig ist. Sie kann bei −196 °C aufbewahrt werden.